# Lichtenmoor (Naturschutzgebiet)
Das Lichtenmoor ist ein Naturschutzgebiet in der niedersächsischen Stadt Rethem (Aller) im Landkreis Heidekreis.

## Allgemeines
Das Naturschutzgebiet mit dem Kennzeichen NSG LÜ 017 ist rund 236 Hektar groß. Es ist vollständig Bestandteil des 359,01 Hektar großen, gleichnamigen FFH-Gebietes, das auch angrenzende Gebiete im Landkreis Nienburg/Weser, die als Naturschutzgebiet „Randbereiche Lichtenmoor“ ausgewiesen sind, beinhaltet. Das Naturschutzgebiet steht seit dem 16. Dezember 1970 unter Schutz. Zuständige untere Naturschutzbehörde ist der Landkreis Heidekreis.

## Beschreibung
Das Naturschutzgebiet liegt nordöstlich von Nienburg/Weser im Norden des namensgebenden Lichtenmoors. Es stellt einen Rest des Lichtenmoors, einem ehemals ausgedehnten Hochmoorgebiet, unter Schutz. Das Moor ist in der Vergangenheit großflächig entwässert und durch Handtorfstiche zerkuhlt worden. Weite Bereiche werden von feuchten und trockenen Heiden und Pfeifengraskomplexen eingenommen, verbreitet stocken auch Moorwälder mit Birken und Kiefern, die teilweise naturnah mit einem hohen Anteil an Tot- und Altholz sind. Weiterhin sind aus vollgelaufenen Handtorfstichen entstandene Stillgewässer, Schwingrasen- und Übergangsmoore zu finden. Insbesondere im Norden und Süden des Schutzgebietes sind Flächen zu Grünland kultiviert worden.
Die feuchten Moorheiden werden von Glockenheide geprägt, zu der sich z. B. Torfmoose, Schnabelried und Scheidenwollgras gesellen. In den trockenen Heidebereichen dominiert die Besenheide. Weiterhin sind u. a. Rosmarinheide, Rundblättriger Sonnentau, Englischer Ginster, Gagelstrauch, Moosbeere und Rauschbeere sowie in den Gewässern Kleiner Wasserschlauch und Gewöhnlicher Wasserschlauch zu finden. Das Naturschutzgebiet ist Lebensraum u. a. für Kreuzotter, Schlingnatter, Zauneidechse, Moorfrosch, Großes Mausohr, Kranich, Bekassine, Krickente, Neuntöter, Pirol, Ziegenmelker, Braunkehlchen und Heidelerche.
Das Naturschutzgebiet ist überwiegend von landwirtschaftlichen Nutzflächen und Moorwäldern umgeben. Im Süden grenzt es an den Grenzgraben Gadesbüren-Anderten, im Südosten an den Weißen Graben.